# Oppersorbisch
Het Oppersorbisch (Hornjoserbšćina) is een kleine West-Slavische minderheidstaal die in het oosten van Duitsland gesproken wordt, in de deelstaat Saksen. Naar schatting 40.000 mensen kunnen de taal spreken, voor ca. 15.000 daarvan is het tevens de moedertaal. Het Oppersorbisch is daarmee, net als het Nedersorbisch, een bedreigde taal. De Oppersorben hebben Bautzen/Budyšin als cultureel centrum.
|  |

## Grammatica
De beide varianten van het Sorbisch kennen een synthetische grammatica met veel buigingsvormen. De talen hebben net als het Pools een systeem van zeven naamvallen. Daarnaast zijn er drie grammaticale getallen; naast enkelvoud en meervoud ook nog dualis. Zo betekent bijvoorbeeld ruka "hand", ruce "twee handen" en ruki "meer dan twee handen/ handen van meer dan één persoon".
| Oppersorbisch alfabet | Oppersorbisch alfabet | Oppersorbisch alfabet | Oppersorbisch alfabet | Oppersorbisch alfabet | Oppersorbisch alfabet | Oppersorbisch alfabet | Oppersorbisch alfabet | Oppersorbisch alfabet | Oppersorbisch alfabet | Oppersorbisch alfabet | Oppersorbisch alfabet | Oppersorbisch alfabet | Oppersorbisch alfabet | Oppersorbisch alfabet | Oppersorbisch alfabet | Oppersorbisch alfabet | Oppersorbisch alfabet | Oppersorbisch alfabet | Oppersorbisch alfabet | Oppersorbisch alfabet | Oppersorbisch alfabet | Oppersorbisch alfabet | Oppersorbisch alfabet | Oppersorbisch alfabet | Oppersorbisch alfabet | Oppersorbisch alfabet | Oppersorbisch alfabet | Oppersorbisch alfabet | Oppersorbisch alfabet | Oppersorbisch alfabet | Oppersorbisch alfabet | Oppersorbisch alfabet | Oppersorbisch alfabet | Oppersorbisch alfabet | Oppersorbisch alfabet | Oppersorbisch alfabet |
| --------------------- | --------------------- | --------------------- | --------------------- | --------------------- | --------------------- | --------------------- | --------------------- | --------------------- | --------------------- | --------------------- | --------------------- | --------------------- | --------------------- | --------------------- | --------------------- | --------------------- | --------------------- | --------------------- | --------------------- | --------------------- | --------------------- | --------------------- | --------------------- | --------------------- | --------------------- | --------------------- | --------------------- | --------------------- | --------------------- | --------------------- | --------------------- | --------------------- | --------------------- | --------------------- | --------------------- | --------------------- |
| a                     | b                     | c                     | č                     | ć                     | d                     | dź                    | e                     | ě                     | f                     | g                     | h                     | ch                    | i                     | j                     | k                     | ł                     | l                     | m                     | n                     | ń                     | o                     | ó                     | p                     | (q)                   | r                     | ř                     | s                     | š                     | t                     | u                     | (v)                   | w                     | (x)                   | y                     | z                     | ž                     |
| A                     | B                     | C                     | Č                     | Ć                     | D                     | Dź                    | E                     | -                     | F                     | G                     | H                     | Ch                    | I                     | J                     | K                     | Ł                     | L                     | M                     | N                     | -                     | O                     | -                     | P                     | (Q)                   | R                     | -                     | S                     | Š                     | T                     | U                     | (V)                   | W                     | (X)                   | (Y)                   | Z                     | Ž                     |